# I. Katalin orosz cárnő
I. Katalin cárnő (oroszul: Императрица Екатерина I, teljes neve Jekatyerina Alekszejevna Romanova Екатерина Алексеевна Романова, születési neve Marta Helena Skawrońska, oroszul: Марфа/Марта Самуиловна Скавронская (Marfa/Marta Szamuilovna Szkavronszkaja; Ringen, Livónia, 1684. április 14. – Szentpétervár, 1727. május 17.). Oroszország császárnője 1725. február 8-ától haláláig.

## Életének első szakasza
Eredeti neve Marta Helena Skowrońska, ami lengyel eredetre utal. Samuel Skowroński (később Samuil Skavronsky), a Lengyel–Litván Nemzetközösség Minszk környékéről származó római katolikus földműves lánya volt aki 1680-ban feleségül vette Dorothea Hahnt Jakobstadtban. Anyját legalább egy forrás Elizabeth Moritzként, egy balti német nő lányaként említi, és vita folyik arról, hogy Moritz apja svéd tiszt volt-e. Valószínűleg két történetet kevertek össze, és svéd források azt sugallják, hogy Elizabeth Moritz története valószínűleg téves. Egyes életrajzok azt állítják, hogy Márta apja sírásó és ezermester volt, míg mások azt feltételezik, hogy egy szökött föld nélküli jobbágy. Márta szülei 1689 körül haltak meg a pestisben, öt gyermekük maradt. Az egyik népszerű változat szerint három évesen Martát egy nagynénje elvitte Marienburgba (a mai Alūksne Lettországban, az észt és orosz határ közelében), ahol Johann Ernst Glück nevelte. Evangélikus lelkész és pedagógus, aki elsőként fordította le lett nyelvre a Bibliát.Háztartásában alacsony beosztású cselédként szolgált, valószínűleg mosogatólányként vagy mosónőként. Semmi erőfeszítést nem tettek arra, hogy megtanítsák írni és olvasni, és egész életében írástudatlan maradt. Martát nagyon szép fiatal lánynak tartották, és a beszámolók szerint Frau Glück félt attól, hogy kapcsolatba kerül a fiával. Tizenhét évesen feleségül vette egy svéd dragonyos, Johan Cruse vagy Johann Rabbe, akivel 1702-ben nyolc napig maradt, ekkor a svéd csapatokat kivonták Alūksnéből. Amikor az orosz csapatok elfoglalták a várost, Glück lelkész felajánlotta, hogy fordítóként dolgozik, Borisz Seremetyev tábornagy beleegyezett a javaslatába, és Moszkvába vitte. Megalapozatlan történetek szólnak arról, hogy Márta rövid ideig a győztes ezred mosodájában dolgozott, és az is, hogy alsóruházatban bemutatták Rudolph Felix Bauer dandártábornoknak, később Észtország kormányzójának, hogy legyen a szeretője. Lehet, hogy a felettese, Borisz Seremetyev háztartásában dolgozott. Nem tudni, hogy a szeretője volt-e, vagy szobalány. Később Alekszandr Mensikov herceg háztartásának tagja lett, aki I. Nagy Péter legjobb barátja volt. Anekdotikus források azt sugallják, hogy ő vette meg. Hogy ők ketten szeretők voltak-e, az vitatott, Mensikov ugyanis már eljegyezte Darja Arszenyevát, leendő feleségét. Nyilvánvaló, hogy Mensikov és Marta életre szóló szövetséget kötött. Lehetséges, hogy Mensikov, aki meglehetősen féltékeny volt Péter figyelmére, és ismerte az ízlését, szeretőt akart szerezni, akire támaszkodhat. Mindenesetre 1703-ban, amikor Mensikovot meglátogatta az otthonában, Péter találkozott Mártával.1704-ben a cár házában jó helye volt, mint szeretője, és megszületett egy fia, Péter. 1705-ben áttért az ortodoxiára, és felvette az új nevét: Katalin Alekszejevna (Jekaterina Alekszejevna). Ő és Darja Mensikova elkísérték Mensikovot és a cárt katonai útjaikra. Gondoskodott férjéről, hatni tudott a lelkére, és nem mellékesen tizenkét gyermeket szült neki. Mikor a cár belefogott Szentpétervár felépítésébe, ő és I. Péter egy kétszobás faházban laktak az építkezés mellett. Katalin főzött, mosott, nevelte a gyermekeket, és egy kis kertet tartott fenn.

## Házassága és családi élete
Katalint I. Péter már 1707-ben feleségül vette, azonban a házasságot titokban kellett tartaniuk. A hivatalos menyegzőre csak 1712 februárjában került sor. Ezután Katalint mint „minden oroszok anyácskáját”, azaz cárnét tartották számon. Katalin a cár második felesége volt: az első, Jevdokija Fjodorovna Lopuhina szülte Oroszország trónörökösét, Alekszej Petrovicsot. Jevdokiját azonban Péter kolostorba zárta, Alekszej Petrovics pedig meghalt 1718-ban.
Férje a fiuk, Pjotr Petrovics halála után fontolóra vette, hogy elválik Katalintól egyik ágyasa kedvéért, azonban végül kitartott az asszony mellett, és cárnévá koronázta, amire addig nem volt példa az orosz történelemben. Cárnéként Katalin nem sokat törődött az ország gondjaival; szeretőivel és bálokkal múlatta az időt. Ekkor már erős alkoholista volt, ami külsején is megmutatkozott; emellett arcát a himlő okozta hegek is elcsúfították.
Péter halála után Katalin megkereste a testvéreit, Krisztinát, Annát, Károlyt és Frigyest. Grófi rangra emelte, és Oroszországba költöztette őket (Szkavronszkij-ház).

### Gyermekei
Katalinnak és Péternek tizenkét gyermeke született, azonban ebből csak két lány érte meg a felnőttkort:
| Név                     | Élt       | Megjegyzés                                    |
| ----------------------- | --------- | --------------------------------------------- |
| id. Pavel Petrovics     | 1704–1704 | Csecsemőkorában meghalt.                      |
| id. Pjotr Petrovics     | 1705–1705 | Csecsemőkorában meghalt.                      |
| Jekatyerina Petrovna    | 1707–1707 | Csecsemőkorában meghalt.                      |
| Anna Petrovna           | 1708–1728 | Károly Frigyes holstein–gottorpi herceg neje. |
| Jelizaveta Petrovna     | 1709–1762 | I. Erzsébet néven Oroszország cárnője.        |
| id. Natalja Petrovna    | 1713–1715 |                                               |
| Margarita Petrovna      | 1714–1715 |                                               |
| ifj. Pjotr Petrovics    | 1715–1719 |                                               |
| ifj. Pavel Petrovics    | 1717–1717 |                                               |
| ifj. Natalja Petrovna   | 1718–1725 |                                               |
| legifj. Pjotr Petrovics | 1723–1723 | Csecsemőkorában meghalt.                      |
| legifj. Pavel Petrovics | 1724–1724 | Csecsemőkorában meghalt.                      |

## Uralkodása

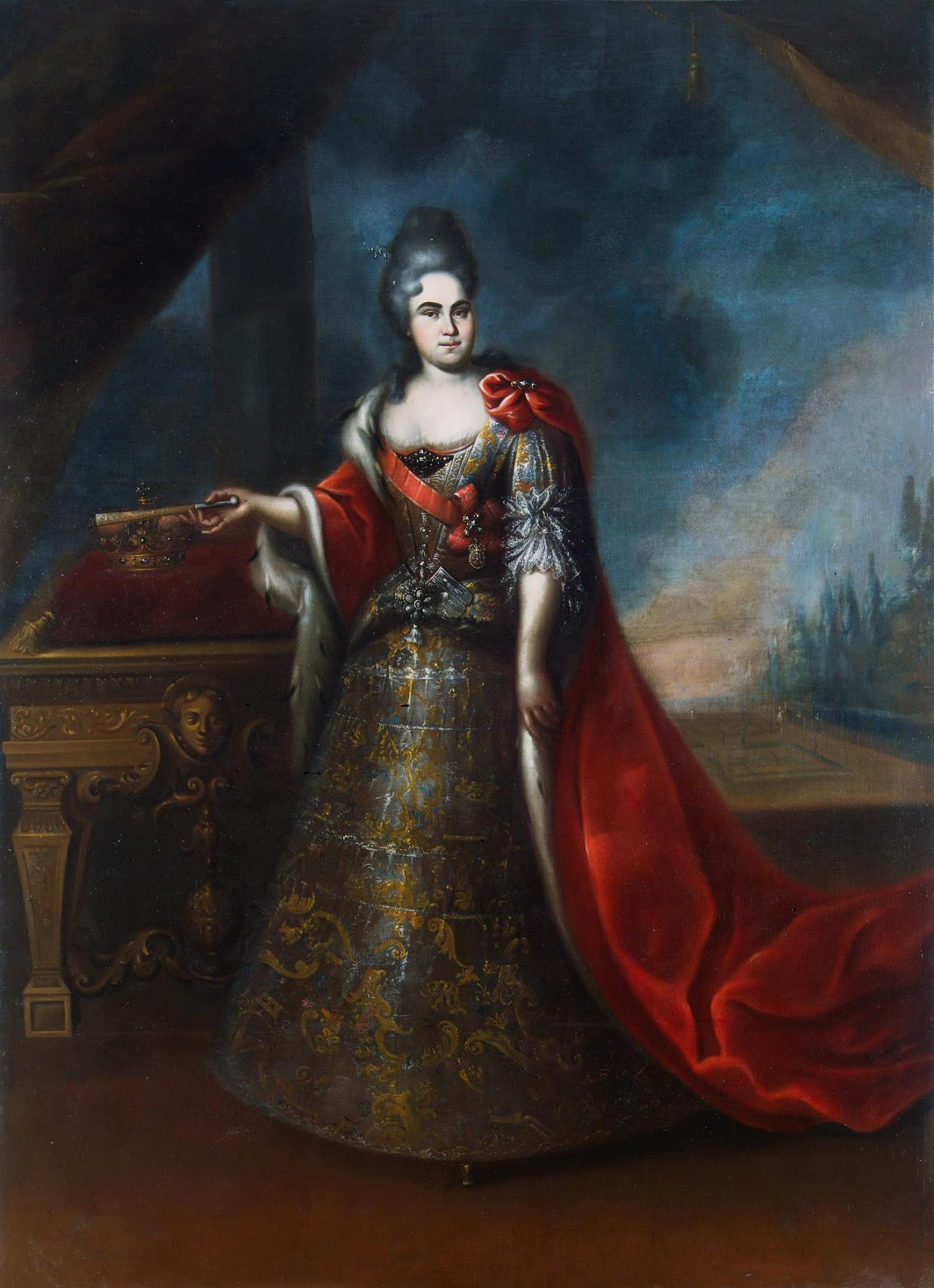
I. Katalin 1724-ben (ismeretlen festő műve)

Mikor I. Péter már haldoklott, az udvar két pártra szakadt a trónutódlást illetően. A vezető bojárcsaládok Pjotr Alekszejevicset, a cár unokáját támogatták, míg Péter barátai és hívei Katalint akarták uralkodójukként látni. Mensikov, a Preobrazsenszkij gárda vezetője és a hadsereg magas rangú tisztjeinek támogatása Katalin javára billentette a mérleget.
Január 27-éről 28-ra virradó éjjel a Katalin-pártiak végigjárták a kaszárnyákat, hogy meggyőződjenek a tisztek hűségéről. Közvetlenül I. Péter halála után Katalin a szenátusra bízta az utódlási kérdés eldöntését. Ellenfelei lemondtak a követeléseikről, amikor az épületet megszállták a Preobrazsenszkij gárda tisztjei. Így a félig írástudatlan Katalin Oroszország első császárnője lett.
Az új uralkodónő – akárcsak cárnéként – nemigen foglalkozott a kormányzás gondjaival. Helyette pompás vacsorákat adott, szeretőivel mulatozott, és bosszút állt férje első feleségén. Jevdokija Fjodorovnát a kolostorból a Schlüsselburg erőd férgektől hemzsegő tömlöcébe záratta.
Bár a szenátus Katalint nevezte ki cárnőnek, a valódi hatalom a Mensikov által 1726 februárjában alapított Legfelső Titkos Tanács kezében volt. A főügyész tisztségét eltörölték, és számos más, Péter cár által alkotott hivatalt is megszüntettek. A Legfelső Titkos Tanács igyekezett I. Péter politikáját folytatni, bár a fejadót csökkentette a parasztok elégedetlenkedése miatt. Anna Petrovna, I. Péter és Katalin leánya 1725-ben hozzáment Károly Frigyes holstein–gottorpi herceghez, és így Ausztria és Oroszország szövetséget kötöttek egymással.
Katalin folytatta I. Péter elkezdett munkáját az Orosz Tudományos Akadémiával, és az ő uralkodása alatt épültek meg Szentpétervár első hídjai. Róla nevezték el Jekatyerinhofot, egy várost Szentpétervár közelében; és a Carszkoje Szeló-i Katalin-palotát, ugyanis ő alapozta meg a későbbi Carszkoje Szelót azzal, hogy vett ott egy földbirtokot.
I. Katalin a leányát, Jelizavetát akarta örökösének, bár a közvélemény Pjotr Alekszejevics mellett állt ki. Sokan azt javasolták Katalinnak, hogy Jelizaveta és Pjotr házasodjon össze, azonban Mensikov rávette a cárnőt, hogy Pjotrt jegyezzék el az ő lányával, Marijával.
I. Katalin 1727. május 6-án magas lázban meghalt, anélkül, hogy leányát nevezte volna meg utódjának. A trón Pjotr Alekszejevicsnek jutott, aki II. Péterként került Oroszország élére.